# Samuel Purola
Samuel Edvard Purola (* 19. Mai 2000 in Oulu) ist ein finnischer Leichtathlet, der sich auf den Sprint spezialisiert hat. Aktuell ist er Inhaber des Landesrekordes im 200-Meter-Lauf.

## Sportliche Laufbahn
Erste internationale Erfahrungen sammelte Samuel Purola beim Europäischen Olympischen Jugendfestival (EYOF) 2015 in Tiflis, bei dem er im 200-Meter-Lauf in 22,35 s den siebten Platz belegte und mit der finnischen 4-mal-100-Meter-Staffel im Finale nicht bis ins Ziel gelangte. Im Jahr darauf gewann er dann bei den erstmals ausgetragenen Jugendeuropameisterschaften ebendort in 10,62 s die Bronzemedaille im 100-Meter-Lauf und wurde in 21,50 s Fünfter über 200 Meter. 2017 gewann er bei den U20-Europameisterschaften in Grosseto in 10,79 s die Silbermedaille über 100 Meter und sicherte sich in 21,00 s Bronze über 200 Meter und belegte mit der 4-mal-100-Meter-Staffel in 40,59 s den siebten Platz. Im Jahr darauf gelangte er bei den U20-Weltmeisterschaften in Tampere bis ins Halbfinale über 100 Meter, konnte dort verletzungsbedingt aber nicht mehr an den Start gehen. Im August nahm er mit der Staffel an den Europameisterschaften in Berlin teil und klassierte sich dort nach 38,92 s auf dem sechsten Platz und stellte damit einen neuen Landesrekord auf. 2019 schied er bei den Halleneuropameisterschaften in Glasgow im 60-Meter-Lauf mit 6,74 s im Halbfinale aus und anschließend scheiterte er bei den World Relays in Yokohama mit 39,59 s in der Vorrunde. Mitte Juli erreichte er bei den U20-Europameisterschaften in Borås das Halbfinale über 100 Meter, in dem er mit 10,53 s ausschied, während er im Staffelbewerb im Vorlauf disqualifiziert wurde. 2021 nahm er erneut an den Halleneuropameisterschaften in Toruń teil und schied dort mit 6,77 s in der ersten Runde über 60 Meter aus. Im Juli belegte er bei den U23-Europameisterschaften in Tallinn in 20,81 s den vierten Platz über 200 Meter und kam im Staffelbewerb im Vorlauf nicht ins Ziel. Im Jahr darauf schied er bei den Europameisterschaften in München mit 20,83 s im Semifinale über 200 Meter aus und verpasste mit der Staffel mit 39,37 s den Finaleinzug. 2024 kam er dann bei den Europameisterschaften in Rom mit 21,04 s nicht über den Vorlauf hinaus.
In den Jahren 2022 und 2023 wurde Purola finnischer Meister im 200-Meter-Lauf im Freien sowie 2017 und 2018 sowie von 2020 bis 2022 und 2024 in der Halle. Zudem wurde er 2019 auch Hallenmeister über 60 Meter.

## Persönliche Bestleistungen
- 100 Meter: 10,31 s (+0,2 m/s), 1. Juli 2017 in Mannheim (finnischer U20-Rekord)
  - 60 Meter (Halle): 6,67 s, 4. Februar 2019 in Stockholm (finnischer U20-Rekord)
- 200 Meter: 20,45 s (+1,7 m/s), 17. Juli 2022 in Malmö (finnischer Rekord)
  - 200 Meter (Halle): 20,93 s, 20. Januar 2023 in Växjö